# Іринарх (Базилевич)
Базилевич Іван (чернече ім'я Іринарх; *р. н. невід., Мала Антонівка — † після 1814, м. см. невід.) — викладач, проповідник, ректор Крутицької семінарії, архімандрит.

## Біографія
Освіту здобув у Києво-Могилянській академії.
Навчання розпочав 1742 у класі аналогії, закінчив у класі богослов'я.
1767 прийняв чернечий постриг у Київському Софійському монастирі.
1768 висвячено у сан ієродиякона.
Працював проповідником і викладачем Києво-Могилянській академії у класах аналогії, інфими, синтаксими й піїтики (1768–1775). Залишив по собі добру славу.
1775 викликано до Москви, де був ігуменом Покровського монастиря Московської єпархії і викладачем піїтики та ректором Крутицької семінарії.
1777 за станом здоров'я повернувся до Києва, згодом перебрався до Лубенського Мгарського Спасо-Преображенського монастиря Полтавської єпархії.
1785–1787 — ігумен Козелецького Георгіївського монастиря Чернігівської єпархії. Звільнений 1788 по секуляризації монастирських земель на спочинок, повернувся у Мгарський монастир.
1795 переведено до Київського Видубицького монастиря, звідти — до Київського Михайлівського Золотоверхого монастиря, де перебував до 1814. Ймовірно помер і похований у цьому монастирі.